# 宮下玲奈
宮下 玲奈（みやした れな、2002年〈平成14年〉7月15日- ）は、日本のAV女優。ルミナスプロモーション所属。宮城県出身。

## 経歴
2022年4月5日、MOODYZ（ムーディーズ）専属女優としてデビュー。FANZAでは期間内にデビュー作の作品購入すると特典映像が贈呈されるキャンペーンが行われた。AVデビューに際しては「『あ、出るんだ』っていう我ながらあっさりした感じ」だったと述べている。
2022年4月2日〜4月8日のFANZA 単体作品 週間ランキングにてデビュー作の『新人 専属 宮下玲奈 19歳 AV Debut!』が1位を獲得。4月9日〜4月15日で3位を獲得｡
2022年4月30日〜5月6日のFANZA 単体作品 週間ランキングにて『新人 専属 宮下玲奈 19歳 AV Debut!』が3位，2作目の『ドキドキ! ぜぇんぶ初体験3SEX 宮下玲奈 』が7位を獲得。
2022年4月のFANZA 単体作品 月間ランキングで2位，5月の月間ランキングでも6位を獲得した｡
2022年6月4日〜6月10日のFANZA 単体作品 週間ランキングにて3作目の『初めてのお泊りデート 手を繋いで、キスして、笑って、その後、時を忘れて絡み合う濃密セックス 宮下玲奈』が6位を獲得。
2022年7月2日〜7月8日のFANZA 単体作品 週間ランキングにて4作目の『禁欲 止まらない汗! 潮! 愛液! 初めての体液まみれ性交 宮下玲奈』が9位を獲得。
2022年7月25日週、および8月1日週FANZAレンタルフロアランキングにおいて『新人 専属 宮下玲奈 19歳 AV Debut!』が連続1位を記録。同作は2022年におけるムーディーズ最大のヒット作となった。2022年12月、アサヒ芸能発表「2022AV年間セールスランキング」では同作が15位にランクイン。
月刊FANZA発表「このAV女優がすごい!2022夏」新人編3位。
2022年9月3日〜9月9日のFANZA 単体作品 週間ランキングにて『通学中の電車で痴漢集団にイキ堕とされた私… 嫌がる制服女子の身動きを奪い敏感性器イジくりサイレント輪姦 宮下玲奈』が6位を獲得 ｡9月の月間ランキングでも10位を獲得｡更に12月の月間ランキングにおいても6位にランクアップ｡
2023年3月29日に初の写真集『透明少女』を発売。タイトルはナンバーガールの曲名から採用された。4月2日には同写真集の発売記念イベントを東京・秋葉原の書泉ブックタワーで開催した。
2023年5月9日18時より「ヴァイキングライズ」リリース記念
セクシーカップが開幕された。参加者は桜もこ、東條なつ、宮下玲奈、優月まりな、流川はる香の5名で6月6日18時までヴァイキングライズの広告モデルとして駅前広告の掲載をかけてポイントを競った。5月12日時点で1位優月まりな、2位東條なつ、3位宮下玲奈。5月23日18時の中間発表でも順位は変わらず宮下玲奈は3位。中間発表の結果を受けて宮下玲奈がTwitterで宮下玲奈主催のお疲れ様会の開催を発表｡人数も増え始めレベル、ポイントも上がる。6月6日18時イベント終了。2023年6月7日13時結果発表、1位宮下玲奈276600Pt、2位優月まりな267700Pt、3位東條なつ161600Pt、4位桜もこ 40800Pt、5位流川はる香14700Pt、で宮下玲奈が優勝してヴァイキングライズの広告モデルとして駅前広告の権利を獲得した。
2023年7月14日から16日、台湾にて『ForAver No.56 女優撮影会 〜宮下玲奈〜』を開催。これが宮下玲奈にとっての初海外イベントになる。また撮影会は2回のスタジオ撮影と5回のグループ撮影を含む計7回行われた。

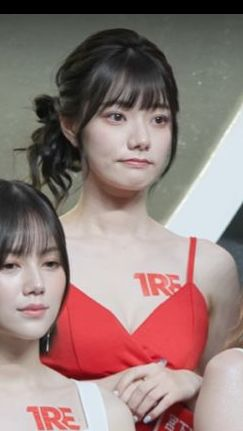
TRE 台北國際成人展（2023年8月撮影）

ファントラが初めてTRE台北国際成人展 にブースを出展し、ファントラ特典対応物販(撮影会)を行うにあたって、出演メンバーとして宮下玲奈、石川澪 、未歩なな 、古川ほのかが選ばれた。台湾で2023年8月4日から8月6日の日程で2人1組での撮影会イベントに参加。なお宮下にとって、これが2度目の海外イベントとなる。
ヴァイキングライズリリース記念セクシーカップの優勝特典として、渋谷ハチ公前広場正面のビルにて大型広告を2023年8月7日から8月13日まで掲載。
2023年8月12日〜8月18日のFANZA VR動画 週間ランキングにおいて『初VR!! ナチュラル全開の宮下玲奈をい～っぱい好きになってほしいな! イチャラブ8K SPECIAL!!』が3位を獲得 ｡同年8月の月間ランキングで7位を獲得した｡
2023年10月には『舞台版 月ともぐら胸キュングランプリ』で初舞台に出演。モグライダーともしげ＆お見送り芸人しんいち × 石川澪＆宮下玲奈チームでパニックホラーで、ゾンビもので、恋愛模様を描く胸キュンストーリーというかなり複雑な設定に挑戦した。
2023年12月15日〜2024年1月19日の期間でFANZAにて行われた歳末新春SUPERキャンペーン2023-2024のキャンペーンガールに架乃ゆら、七ツ森りり、うんぱい、未歩なな、八木奈々、石川澪、葵いぶき、石原希望、古川ほのかとともに就任した 。
2024年1月1日にX（Twitter）で新年を祝う投稿をしたところ、（能登半島地震が起きたことを理由に）批判のリプライがきたことから、Xアカウントを削除（鍵アカウントとして復帰したのち、2024年1月28日に解除）。Instagramも猫の画像以外を消去した（のちに非公開アカウントに）。
FANZA発表2023年年間AV女優ランキングで49位を獲得。
2024年1月1日週、FANZA動画フロアランキングにて前年9月発売の『担任教師の僕は生徒の誘惑に負けて放課後ラブホで何度も、何度も、セックスしてしまった… 宮下玲奈』が4位までランクアップ。
2024年1月30日から2月4日(日)まで、渋谷ルデコにて、デジタル写真集「CountSheep(カウントシープ)」、「#Escape(エスケープ)/#LadyMary(レディマリー)」、「とられち」の合同写真展『360° -フィクションとリアル-』が開催され作品が展示される。
2024年2月16日から3月15日まで開催の『FANZA 5周年キャンペーン』のキャンペーンガール（全6名の内の1人）に就任。
月刊FANZA2024年4月号「FANZA2023下半期ランキング発表」において46位を獲得。
2024年2月19日〜2月25日の1週間の集計で、FANZA動画フロアランキングにて前年1月発売の『君が好き。彼女の親友に告白されて彼女の不在中にSEXに溺れた切なくもドエロい思い出。宮下玲奈』が6位までランクアップ。同年3月4日週FANZA動画フロアランキングでは2023年10月発売の『宮下玲奈 初めてのBEST デビュー1年分12作品12時間』がウィークリー1位に急上昇した。
2024年2月24日〜3月1日の集計期間でFANZA VR動画週間ランキングにおいて2023年6月配信の『初VR!! ナチュラル全開の宮下玲奈をい〜っぱい好きになってほしいな! イチャラブ8K SPECIAL!!』が6位にランクアップした 。
2024年3月13日から3月27日まで、MAGNET by SHIBUYA109にて開催の写真展「WINK of LIFE」のモデルとして、石川澪 、七ツ森りり 、miru 、河北彩花 、うんぱい と共に選出。宮下の撮影は映画監督で写真家の枝優花が担当した。またマガジンハウス「anan」（3月13日発売号）掲載の「誌上写真展」にも掲載された。
2024年3月31日に福島裕二による「宮下玲奈ブックレット撮影現場体験イベント」が行われた。
光文社「FLASH」2024年4月30日号でFLASH撮り下ろしグラビアが袋とじ8Pで掲載。
台湾の雑誌「JKFマガジン」2024年5月号にインタビューとグラビアが掲載された｡
2024年5月6日週FANZA通販フロア週間AVランキングにおいて、イメージビデオ『キミと会えた世界線　宮下玲奈』（FAIR & WAY）Blu-ray版が4位を獲得 。
2024年6月18日からの6月25日に撮影と旅行でタイに滞在し、ガパオライスにハマった事がタイのニュースサイトで記事になった。
2024年7月19日から21日まで台湾にてForAVer NO.71 台湾写真撮影会が開催された。
2024年7月23日、メンズサイゾー主催で22歳を祝う「宮下玲奈お祝いライブ」を開催し、司会の佐倉絆とのトークや有志の方々からのバースデーケーキのサプライズプレゼント、撮影会・チェキ会を行った。
2024年8月9日から8月11日の期間、TRE台北国際成人展 2024にAVway『心動時刻粉絲見面會(ドキドキする時、ファンの面会)』ブースでMINAMO、瀧本雫葉、天馬ゆい、七瀬アリスと共に参加した。同イベントにおいては、ビビットなミニワンピ姿でファンを魅了したと報じられたほか、打ち上げではグラビアアイドル・橋本梨菜との2ショットが実現し話題となった。同年9月15日には、埼玉県・しらこばと水上公園で開催されたプール撮影会『TREND GIRLS 撮影会 2024』内で行われた「TREND GIRLSファッションショー」に参加し、ランウェイを歩いた。
2024年9月28日に福島裕二による2回目の「宮下玲奈ブックレット撮影現場体験イベント」が行われた｡
2024年11月30日、写真集『無垢な季節』発売記念イベントを東京・秋葉原の書泉ブックタワーで開催。
12月16日週FANZA通販フロアランキングにて、イメージビデオ『裸天使 宮下玲奈』 （Aircontrol）が初登場5位。
2025年1月21日から1月26日までギャラリー・ルデコにて、カメラマン・野澤亘伸氏がタイで撮影した「無垢な季節」の写真展が開催された。
2025年4月13日に福島裕二による「宮下玲奈ブックレット撮影現場体験イベント」第三弾が行われた。
2025年5月3日にしらこばと水上公園で行われたTREND GIRLS撮影会に参加した。
同年5月31日、台湾・中時新聞網が同年7月までの活動休止を報じた。公のイベント出演のみでAV撮影は継続予定。

## 人物
- 元々はアイドル志望であり、実際に声を掛けられたこともあるが、アイドルをやっている友人に話を聞いた結果、必ずしもキラキラした世界ではないこと、経済的なことや時間の余裕などを考え、憧れのひとりであった三上悠亜の職業であるAV女優を選択[4]。そこには「AV女優の方がアイドルよりもお仕事としてしっかりしているんじゃないか」という思いもあったという[4]。2023年5月のインタビューでは「この選択に後悔はない」と述べており[69]、2024年には将来どうなろうとも「絶対に黒歴史にはしたくない」と答えている[70]。
- 出身地は宮城県。週刊実話インタビューでは東京に憧れ上京したと回答[71]。4歳上の兄がいる[72]。
- 好きなタイプの男性は、追いかけてもそっけない＝猫っぽい人[73]。2023年のインタビューでは具体例を出し、理想の関係性を「バンドマンのセフレ」と答えている[74]。2023年のインタビューでは「鏡もできれば観たくないほど、自分の姿はなるべく観たくない」と答えており[73]、自身の作品も基本的に観ない。ただし作品レビューは読んでいるという[73]。なお、AVだけではなくテレビに出演した時も見ていないと答えている[74]。
- 将来的の目標は演技なども含め、「なんでもできる女優」[75]。裸を見られるということに関しては「頑張ったんで見てほしい」、「めっちゃ抜いて欲しい」、「もっというと売れたい」と述べている[4]。ただし2023年時点ではセリフが覚えられないことから、ドラマ作品は苦手と答えている[73][76]。2024年のインタビューではセリフ覚えは相変わらず苦手としながら、やりきると達成感があるのは好きだと回答している[70]。
- 特技は陸上競技、縄跳び[77]。学生時代は陸上チームに所属したが、これは運動は好きなもののチームプレイが苦手ということに由来する[4]。よく言われるのは、「サバサバした性格で、ネコっぽい」[78]。
- 陰毛が生え始めたのは小5の時で初潮が来たのは小4の時。初めてブラジャーをつけたのもそのくらいの年齢の時（デビュー作インタビューより）。
- 初体験は高校1年生の頃に他校の同学年の彼氏で海に行ったその帰りに彼氏の家だった。デビューまでの交際人数は3人だった[21]。2人目が8歳上の人だった[75]
- プロフィールには好物が「ゆでたまご」となっている[71]が、これは現場で「あったらうれしい食べ物を教えてください」と聞かれ、「撮影控えてあんまり食べちゃうとお腹が出るから、それならゆでたまごがいいかな」と答えたことに由来しており、嫌いではないものの特筆して好きでもないと2022年のインタビューで答えている[4]。なお、実際に好きな食べ物としてはホヤ[4]、刺身や寿司（デビュー作内のコメント）などを挙げている。
- AVソムリエ・渋江譲二は印象的な2022年の出来事として、「『宮下では勃たない』というアンチに『実際目の前に裸で現れたら勃つだろ!』とSNS上で戦うメンタルが素敵」とかわいさだけではない肝っ玉を論じた[5]。
- 2023年6月8日掲載のfempassのインタビュー[79]によると、家族と仲が良い｡後述のように職業も明かしているほか、母親が『行きたい』と言うのでディズニーのミラコスタへ連れて行っていると述べている。兄弟は6歳上と4歳上の兄がいて、上の兄は家族がいるのでなかなか会えないが、下の兄とは毎日LINEするくらい仲が良く毎月遊んでいる。ゲーセンやカラオケ、買い物やライブも一緒に行っている。下の兄にパーカーもプレゼントしており、兄もそのパーカーを着た写真を送ってきている。
- 2023年6月時点で同居している2匹の猫はマンチカンのジルとラガマフィン (ネコ)のティア でどちらも一目惚れで購入している[80]｡2024年4月時点でもう1匹、ブリティッシュショートヘアのモアとも一緒に暮らし始めた[51]｡
- 2023年10月のインタビューで、兄の影響からバンドが好きなことを明かしている。きっかけはSHISHAMO等のガールズバンドで、その後クリープハイプやゲスの極み乙女等が好きなり、特に川谷絵音の追っかけをしている。宮下はその理由を『（川谷絵音は）超イケメンってわけじゃないのに、楽器を持ったらめちゃくちゃかっこよくなるじゃないですか。そこが好きです』と答えている[74]。
- お見送り芸人しんいちとは、2022年のカチコチTV「ノー勃起デート」での共演以来、浅からぬ因縁がありたびたび共演している。『舞台版月ともぐら 胸キュングランプリ』でもチームを組んでいるが「負けたのはすべて、しんいちのせい」と答えている[81]。しんいちいわく「宮下玲奈の気持ちを一番わかってるのは...」[82]。
- ファッションは昔から大好きで、気になったものを着るので、特に好きなブランドや好きな系統がない。でも、色々な系統の服がなんでも似合う子に憧れていた。自分に似合う色ってよく分からないが、普段はモノトーン服が多めだと古着のコーディネート企画で答えている[83]。
- かっこいい自分よりかわいい自分の方が好きだけど、心が落ち着くのはシックな雰囲気。いろんな服、いろんな仕事を体験して、人生の経験値を獲得していきたい。自然に着たいと思ったものを着て、その日の感情に身を任せてみていいんじゃないかなとファッションについて語っている[84]。
- 異性の服装はシンプルな服装が好き。普段行動する時は夜派で夜の雰囲気が好き。今後挑戦してみたいファッションとしてちょっと個性的な服装とストリートスナップの企画で答えている[85]。
- 「WINK of LIFE」での撮影時はほとんど指示はなく、自然な感じで雰囲気も楽しかった。ウィッグをかぶって撮影したシーンは、ほぼすっぴんで顔に星座を描いていたと語っている[86] 。
- 夢を叶える秘訣は、周りにもそして自分にも嘘をつかないことが大切だと話している。思い立ったらすぐ行動するが、やらないで後悔するより、失敗して後悔した方がいい、たとえ失敗してしまっても夢から遠ざかることはないと考えている[86]。嘘が嫌いという性格から自身のAVデビューについてもすぐに両親に報告している[70]。母親には泣かれた上で大反対されたが、「この職業があるから性犯罪が減ってるんだよ」と説得、今では応援してくれているという[70]。ただし素直だからこそ「よく問題が起きる」とのこと[70]。
- おすすめの作品は『一度射精しても、見つめて囁きヌイてくれる回春エステ 宮下玲奈』で理由は『ビジュが盛れてて好き』と答えている[87]。
- 2024年4月3日の台湾での地震発生後に絵麗奈、二葉エマとともに個人的な寄付活動を行い[76]、「美しいだけでなく心も美しい」「とても愛情がある」と称賛されていると、台湾のニュースサイトJKFに記事が載った。宮下玲奈は、寄付金を寄付して災害救援に協力すると同時に、「台湾が大好きなので、また早く行きたいです。お気持ちばかりですが、また元気なみんなに会えますように」という文章を残し、台湾が大好きで再び活力に満ちた皆に会えることを願っていた[88]。
- JKF2024年5月号のインタビューでもっとも挑戦的な役はとの質問に「自分自身を演じること以外は、どれも難しい」と答え、2024年の目標に対しては「海外での知名度を高めるだけでなく、InstagramのライブやSNSでの投稿を通じて、ファンとの絆を深めたい」と語った[52]｡

## 作品
◎はBD版発売作品。

### アダルトビデオ
- 新人 専属 宮下玲奈 19歳 AV Debut!（4月5日、MOODYZ）◎
- ドキドキ! ぜぇんぶ初体験3SEX 宮下玲奈（5月3日、MOODYZ）◎
- 初めてのお泊りデート 手を繋いで、キスして、笑って、その後、時を忘れて絡み合う濃密セックス 宮下玲奈（6月7日、MOODYZ）◎
- 禁欲 止まらない汗! 潮! 愛液! 初めての体液まみれ性交 宮下玲奈（7月5日、MOODYZ）[89] ◎
- 爽やか笑顔の現役女子大生がドキドキ初挑戦　ご奉仕ソープランド 宮下玲奈(8月2日、MOODYZ）◎
- 通学中の電車で痴漢集団にイキ堕とされた私… 嫌がる制服女子の身動きを奪い敏感性器イジくりサイレント輪姦 宮下玲奈（9月6日、MOODYZ）◎
- 一度射精しても、見つめて囁きヌイてくれる回春エステ 宮下玲奈(10月4日、MOODYZ）◎
- 涎とろっとろ ビンカン美少女と濃厚オヤジのベロチューフルコース 宮下玲奈（11月1日、MOODYZ）◎
- 私が童貞奪ってあげる 全力チャレンジ4SEX 宮下玲奈(12月6日、MOODYZ）◎

- 君が好き。彼女の親友に告白されて彼女の不在中にSEXに溺れた切なくもドエロい思い出。宮下玲奈(1月3日、MOODYZ）[90] ◎
- 生意気な幼なじみの後輩と5日間のツンデレ同棲生活 宮下玲奈(3月7日、MOODYZ）◎
- 祝! デビュー1周年記念作品 1年間の成長ぜぇ〜んぶ見せます! 4本番スペシャル! 宮下玲奈(4月4日、MOODYZ）◎
- 舐めじゃくり痴女ナース 全身リップ清拭でチ○ポがバグってドバドバ連射 宮下玲奈（5月2日、MOODYZ）◎
- 『おもらしは代謝が活発な証拠です』 スレンダー美少女がビクビク失禁 ポルチオ開発オイルマッサージ 宮下玲奈（6月6日、MOODYZ）◎
- キメセク女教師NTR 大好きな新任の玲奈先生が最低なデカチン体育教師にイキ狂い堕とされウツ勃起 宮下玲奈（7月4日、MOODYZ）◎
- 出張先で大嫌いな中年セクハラ上司に押し掛け相部屋レ×プされた私… 一晩中ネチネチ粘着愛撫で性器イジくられ絶倫ピストンで恥辱アクメ泣き 宮下玲奈（8月1日、MOODYZ）◎
- 担任教師の僕は生徒の誘惑に負けて放課後ラブホで何度も、何度も、セックスしてしまった… 宮下玲奈（9月5日、MOODYZ）◎
- ソープ部を新たにつくった生徒会長玲奈ちゃんがエッチな衣装で大奮闘! 発射無制限サービス 宮下玲奈（10月3日、MOODYZ）◎
- 宮下玲奈 初めてのBEST デビュー1年分12作品12時間（10月31日､MOODYZ）※単体ベスト
- キスしてフェラしてタマからアナルに伝ってまたフェラチオ 宮下玲奈（11月7日、MOODYZ）◎
- 一夜を使い果たして朝陽が昇るまでの二人っきりの空間でただひたすら宮下玲奈に射精されたい。（12月5日、MOODYZ）◎

- 脳汁ドバ漏れあまあま淫語まみれASMR 小悪魔美少女の五感とろとろオナニーサポート 宮下玲奈(1月2日、MOODYZ）◎
- 停電ドアロック監禁 深夜のコンビニで発情セクハラ店長の暴走レ×プデカチン緩急ピストン半狂乱アクメ 宮下玲奈（2月20日、MOODYZ）◎
- 先輩ウチで飲み直しませんか？ 後輩女子社員のパンスト誘惑に甘え ささやき淫語手コキで焦らされ感度高まり始発後もハメ狂った延長交尾17発 宮下玲奈（3月19日、MOODYZ）◎ [91]
- 義父の大好物は私のチクビでした… 10年間オッパイの成長を観察し続ける異常性欲オヤジに乳首イキするまで悪戯された私… 宮下玲奈（4月16日、MOODYZ）◎
- 退屈なド田舎で私は近所のおじさんを涎ベロキスで勃起を誘い、汗だく密着ベロチュウ体位で何度も射精させて暇潰しをしています… 宮下玲奈（5月21日、MOODYZ）◎
- 素人童貞の僕に初めて最高の彼女ができたのでラブラブでハメ狂うお泊まり温泉純愛旅行 宮下玲奈 （6月18日、MOODYZ）◎ [92]
- 「もう射精してるってばぁ!」状態でもムレムレ汗だく密着で痴女ってくるイジワルお姉ちゃん 宮下玲奈（7月16日、MOODYZ）◎
- 子宮媚薬漬け!! 宙に浮くほどイキ飛び跳ねるエビ反り放心オーガズム 宮下玲奈（8月20日、MOODYZ）◎
- 家庭教師の玲奈先生に両親不在の1週間、ねっちょり淫語手コキ逆痴漢で毎日10発射精させられてるボク。 宮下玲奈（9月17日、MOODYZ）◎
- 妻がいるのに美脚CAのパンスト誘惑に負け小悪魔足コキで擦り堕ち15発吐精した黒艶脚淫NTR 宮下玲奈（10月15日、MOODYZ）◎
- 極美スレンダーボディが快感に震える おま●こから溢れて止まらない白濁本気マン汁クンニ絶頂フルコース 宮下玲奈（11月19日、MOODYZ）◎
- 令和No.1顔面最強美少女 宮下玲奈12時間ベストvol.2（12月3日、MOODYZ）※単体ベスト
- 家、いきなり行ってイイですか？ M男クンのお宅へ突撃デリバリーSEX!! マジでガチ恋させちゃう胸キュン絶対的美少女 宮下玲奈（12月17日、MOODYZ）◎

- 塩対応なP活娘を理解らせるっ! ねっちょり涎接吻と復讐ピストンで朝までイカせて顔射メイドにしてヤルッ! 宮下玲奈（1月22日、MOODYZ）◎
- クッソ生意気な制服妹を俺（兄）だけの自宅メンズエステ嬢にシテやった…! 宮下玲奈（2月19日、MOODYZ）◎
- あの子は誰だ。 ネット動画とSNSでバズった可愛いあのJDの自宅の住所を特定して待ち伏せ追跡追い詰めレ×プ 宮下玲奈（3月18日、MOODYZ）◎
- 【閲覧注意】ゴミ屋敷に住む異臭オヤジに脳がバグるまでネッチョリ責められ監禁同棲させられた5日間の調教記録 宮下玲奈（4月15日、MOODYZ）◎
- みやした激しゃぶフェラフェラフェラ! 最高顔面でくさ～いザーメン全部受けとめ追撃ねっとりお掃除フェラ顔射すぺしゃる! 宮下玲奈（5月20日、MOODYZ）◎
- アノヒトがシテくれなくても… 上司の色白美尻若奥さんのノーパン肛門誘惑に負けたアナル見せゲス不倫 宮下玲奈（6月17日、MOODYZ）◎
- 24時間奉仕でムレムレになった長～い脚で何発も何発もヌイてくれる黒ストッキング痴女メイド 宮下玲奈（7月15日、MOODYZ）◎
- 死ぬほど嫌いな変態教師たちに敏感性器をイジられ漏らしてしまった私…失禁アへ声を口封じ上下串刺しサイレント輪●レ×プ 宮下玲奈（8月19日、MOODYZ）◎

### アダルトVR
- 初VR!! ナチュラル全開の宮下玲奈をい〜っぱい好きになってほしいな! イチャラブ8K SPECIAL!!（6月21日、MOODYZ）

- パンチラくっきり8K画質 顔面最強の制服美少女と朝からヤリまくりVR 宮下玲奈の夏服最強宣言! 手を出しちゃいけないのにSEXも射精もガマンできない…!!（6月10日、MOODYZ）
- 美しい瞳でじっと見つめて… 最強顔面の小悪魔セラピストが2人きりの空間でじっくり射精へ導く顔も体もチ〇ポも舐めじゃくる全身リップ種搾り回春エステ 美少女独占2SEX120分 宮下玲奈（9月24日、MOODYZ）

- 8KVR アイドルJ○宮下玲奈と過ごす絶対内緒のヤリまくり学園生活 学校4シチュエーション!4コス!4キャラ!2SEX!長尺132分!!（3月21日、MOODYZ）

### イメージビデオ
- Rena Happy memories 宮下玲奈（8月4日、REbecca）[93] ◎

- ALL NUDE 宮下玲奈（4月25日、Aircontrol）◎
- れなの幸せのカタチ。 宮下玲奈（9月15日、メディアブランド）◎

- CherryBlossom 宮下玲奈（3月15日、メディアブランド）◎
- キミと会えた世界線 宮下玲奈 （6月11日、FAIR & WAY）◎
- 初恋のクライシス NO.1 宮下玲奈（10月18日、メディアブランド）◎

- 裸天使 宮下玲奈（1月28日、Aircontrol）◎
- Daydream ～れなに溺れて 宮下玲奈（5月23日、メディアブランド）◎
- Rena2 Tiny trick 宮下玲奈（8月7日、REbecca）◎

### 写真集
- 透明少女（2023年3月29日､ジーオーティー､撮影：LUCKMAN）ISBN 978-4-8236-0447-8
- Cosplay Fetish Book 宮下玲奈（2023年9月26日､ジーオーティー､撮影：田村浩章）ISBN 978-4-8236-0539-0
- 純情 宮下玲奈写真集（2023年11月9日､彩文館出版､撮影：斉木弘吉）ISBN 978-4-7756-0669-8 ※3000部限定豪華愛蔵版[94]
- 宮下玲奈写真集『無垢な季節』（2024年11月26日､ジーオーティー､撮影：野澤亘伸）ISBN 978-4-8236-0782-0

### ポーズブック
- プレミアムヌードポーズブック 宮下玲奈（2024年2月19日、ジーオーティー、撮影：田村浩章） ISBN 978-4-8236-0591-8[95]

### デジタル写真集
- みんなあつまれ MOODYZキャンペーン2022 Special Photo Book（11月4日、FANZA BEAUTY COLLECTION）※AVメーカー「MOODYZ」出演女優32名の撮り下ろし写真を収録したデジタル写真集。FANZA限定配信。
- ＃Escape 宮下玲奈（11月11日、ジーオーティー、撮影：manimanium）
- Rena Happy memories（12月28日、REbecca）

- ＃LadyMary 宮下玲奈（8月1日、ジーオーティー、撮影：manimanium）

- FANZA5th SPECIAL PHOTO BOOK（3月8日、FANZA BEAUTY COLLECTION）※FANZA5周年企画のキャンペーンガール、河北彩花、石川澪、宮下玲奈、miru、うんぱい、七ツ森りりによるデジタル写真集。FANZA限定配信。
- 宮下玲奈写真集「happiness」 週プレ PHOTO BOOK（3月11日、集英社、撮影：松岡一哲）[96]
- みんなあつまれ MOODYZキャンペーン2024 スペシャルフォトブック（3月15日、FANZA BEAUTY COLLECTION）※MOODYZ専属女優16名によるスペシャルフォトブック。FANZA限定配信。
- プレミアムヌードポーズブック 宮下玲奈 増ページ【デジタル特装版】（4月5日、ジーオーティー、撮影：田村浩章）※紙書籍版未収録の特別章「Light & Shadow」を追加収録した電子書籍限定版。
- 宮下玲奈1st写真集『透明少女』増ページ【デジタル特装版】（4月19日、ジーオーティー、撮影：LUCKMAN）※紙書籍版を再編集のうえ、未公開カットを追加した電子書籍限定版。
- CountSheep【Nap】宮下玲奈（9月6日、ジーオーティー、撮影：羊肉るとん）
- CountSheep【Sleep】宮下玲奈（9月6日、ジーオーティー、撮影：羊肉るとん）
- PIECE of NAIL ＃2（12月6日、a-list photo anthology、撮影：母鳴大地）※fempass連載記事「PIECE of NAIL」シリーズのオムニバス写真集。
- MOODYZ COLLECTION vol.2（12月24日、a-list photo anthology）※『MOODYZ』専属女優12名によるオムニバス写真集。

- とられち 宮下玲奈（1月24日、TranceRetinal、撮影：コラハタケル）※FANZA限定配信。
- MOODYZキャンペーン2025 Special Photo Book（2月21日、FANZA BEAUTY COLLECTION）※MOODYZ専属女優9名によるスペシャルフォトブック。FANZA限定配信。
- 宮下玲奈写真集『無垢な季節』増ページ【デジタル特装版】（5月1日、ジーオーティー、撮影：野澤亘伸）※紙書籍版を再編集し、未公開カットを追加した電子書籍限定版。
- キモチイイコト 宮下玲奈デジタル写真集（5月9日、双葉社、撮影：田村浩章）
- MOODYZ COLLECTION vol.3（5月20日、a-list photo anthology）※『MOODYZ』専属女優11名によるオムニバス写真集。
- MOODYZ COLLECTION vol.4（6月6日、a-list photo anthology）※『MOODYZ』専属女優11名によるオムニバス写真集。
- faii in love with RENA 宮下玲奈（8月15日、フェア出版）

## 製品

### トレーディングカード
- Girl’s Party Collection 〜THE FAN♡FUN TRUMP〜（Girl‘s Party Collection）※複数の女優が参加するトレーディングカード型のトランプ
  - 第5弾（2023年8月9日）
  - 第7弾（2024年9月13日）

### アパレル商品
- 【MIYASHITA RENA】PHOTO TEE 、Col. WHITE、Size. M / L / XL（2023年10月、fempass beV [97] ）
- 【MIYASHITA RENA】 WANNA TASTE ME？ TEE 、Col. WHITE/BLACK、Size. M / L / XL（2023年10月、fempass beV）
- 【ZTEEシリーズ宮下玲奈バージョン】My-rena 、Col. WHITE、Size. S/M/L/XL/XXL/XXXL（2024年7月、SUZURI メンズサイゾーショップ[98] ）
- 【ZTEEシリーズ宮下玲奈バージョン】Re;nany、Col. WHITE、Size. S/M/L/XL/XXL/XXXL（2024年7月、SUZURI メンズサイゾーショップ)
- 【ZTEEシリーズ宮下玲奈バージョン】magmog、Col. WHITE、Size. S/M/L/XL/XXL/XXXL（2024年7月、SUZURI メンズサイゾーショップ)

### カレンダー
- 宮下玲奈 2025年カレンダー（2024年11月9日、SUNCARAT）
- 卓上 宮下玲奈 2025年カレンダー（2024年11月9日、SUNCARAT）

## 出演

### テレビ
- 月ともぐら（2023年1月6日 - 2月3日、3月16日 - 5月12日、6月16日 - 8月11日、10月27日 - 11月10日、2024年1月12日 - 2月2日、4月26日 - 5月17日、10月4日 - 25日、テレビ東京）[99]

### ラジオ
- ねむチキ（2023年2月5日・12日・2024年1月14日・21日・2025年3月16日・23日、TBSラジオ）

### WEB配信
- カチコチTV（2022年12月9日#101・16日#102・2023年2月3日#109・10日#110 ・2023年6月9日#127・16日#128 ・2024年5月17日#176、FANZA TV）
- モグライダーさん ちょっとお時間いいですか？（2024年1月17日#10・2月7日#11，DMM TV）[100] [101]
- 東京スキャンダルクラブ（2024年10月23日 - 11月13日、FANZA TV）[102]

### ウェブドラマ
- 狂ってる（2023年5月24日、fempass Cinema）‐ 雪平さくら 役[103]
- 今、この一瞬を愛して（2023年10月17日、fempass Cinema）‐ 雪平さくら 役[104]

### 舞台
- 舞台版 月ともぐら 胸キュンコラボグランプリ（2023年10月5日、東京・草月ホール）- 宮下玲奈 役[105]

### トークライブ
- お月ちゃん大集合! スペシャルトークライブイベント-ちょっとお時間いいですか?（2024年6月15日、東京・グレースバリ渋谷）[106]
- 宮下玲奈お祝いライブ2024（2024年7月23日、ライブスタジオLODGE）[107]

### ゲーム
- 社長と美女たちの二重奏（2024年3月6日[108]、CREAM SOFT）- 古川絵瑠 役[109]

### CM
- 37ゲームズジャパン「日替わり内室」5周年イベント桃色サマーパーティー編（アプリゲーム、2023年）[110]
- アイム「メンズ専用アイブロウサロン「HOMME」公式アンバサダー」（アイブロウサロン、2024年 - ）[111]

### WEB掲載記事
- fempass掲載記事
- 宮下玲奈がイラストに！あたたかい光と物語性を宿した作品（2023年1月20日）
- MOO lingerie Vol.7「MOOL」×宮下玲奈 可憐に、ときに大胆に。あなたの魅力を引き出すランジェリー（2023年4月20日）
- COVER MODEL Vol.30　宮下玲奈「セクシー女優になってから明るくなりました。AVを選んだ後悔はないです！」（2023年5月1日）
- スマホの中身を覗き見！【宮下玲奈編】（2023年6月8日）
- 君の温度　第11回　宮下玲奈（2023年11月20日）
- #古着女子 vol.5 宮下玲奈【前編】（2023年12月11日）
- #古着女子 vol.5 宮下玲奈【後編】（2023年12月19日）
- #古着女子 vol.5 宮下玲奈 【ÉLÉMENTS編】（2024年1月16日）
- Midnight Street 　宮下玲奈×渋谷（2024年1月3日）
- my best coordinates #5 宮下玲奈（2024年8月27日）
- PIECE of NAIL #8 宮下玲奈とメタリックネイルと、マイルールと（2024年11月13日）
- Like a Prince vol.5 宮下玲奈（2024年12月2日）
- COVER MODEL Vol.53　宮下玲奈（2025年4月1日）
- 涙のカタチ Story.5 宮下玲奈（2025年4月21日）
- Make me UP! Vol.13 宮下玲奈（2025年4月28日）
- とられち 宮下玲奈（2025年5月20日）
- #LadyMary 宮下玲奈（2025年6月3日）
- スマホの中身を覗き見！【宮下玲奈編】（2025年6月28日）